# Oksana Bajul
|}
Oksana Sergejevna Bajul (ukr. Оксана Сергіївна Баюл; Dnjipro, 16. studenog 1977.) bila je ukrajinska klizačica u umjetničkom klizanju. 
Osvojila je srebro na Europskom prvenstvu u umjetničkom klizanju 1993. i zlato na Zimskim olimpijskim igrama 1994. Oksana Bajul je prva i do danas jedina klizačica koja je osvojila zlato na Zimskim olimpijskim igrama predstavljajući Ukrajinu te prva sportašica, koja je osvojila zlato za Ukrajinu na Olimpijskim igrama nakon osamostaljenja Ukrajine.
Njeni roditelji razveli su se kada je imala samo dvije godine. O njoj se brinula majka i njeni roditelji. Njen djed je umro 1987., baka 1988., a majka 1991., iznenada kada joj je dijagnosticiran rak jajnika. Njen otac Sergej, pojavio se na sahrani svoje bivše supruge, ali je tada četrnaestogodišnja Oksana rekla da ne želi ništa s njim. O njoj se od tada brinula obitelj njenoga trenera Stanislava Koriteka.
U siječnju 1997., Oksana je bila uhićena zbog vožnje u pijanom stanju nakon što je slupala svoj automobil zabivši se u stablo u SAD-u. Optužbe su odbačene nakon što je ispunila uvjete uvjetne kazne i završila jedan rehabilitacijski program. Međutim nastavila je konzumirati alkohol i u svibnju 1997. opet je ušla u novi program za odvikavanje od alkohola koji je trajao dva i pola mjeseca. U intervjuu 2004. Bajul je rekla da je trijezna već šest godina, govoreći: „Ovo je važnije od olimpijskoga zlata.“	
Studirala je u Odesi na Pedagoškom zavodu. Od 1994. godine, odmah nakon Zimskih olimpijskih igara u Lilehammeru, zamijenila je sport poslom u SAD-u, u Las Vegasu, a 2005. ponovo se posvetila profesionalnom sportu. Oksana Bajul se 2010. godine vratila u Ukrajinu s ciljem da otvori školu umjetničkog klizanja za djecu po svjetskim standardima. Iste godine se i razvela od svoga supruga.
Objavila je nekoliko knjiga o umjetničkom klizanju i svome načinu života. O njenom životu snimljen je film »Ispunjeno obećanje« 1997. godine. Počasna je građanka Dnjepra.